# 鈴木弼美
鈴木 弼美（すずき すけよし、1899年〈明治32年〉11月21日 - 1990年〈平成2年〉5月26日）は、日本の教育者。内村鑑三の弟子で、基督教独立学園高等学校の創設者。初代校長。

## 生涯

### 初期
山梨県北都留郡七保村大字葛野（現・大月市）で、800年続いた甲斐絹問屋・鈴木商店の店主鈴木治作の次男として生まれる。

### 東京帝大時代
1920年、東京帝国大学理学部物理学科に入学。1924年1月27日、東京府柏木の内村鑑三邸内にある今井館で行われた聖書研究会に出席。6月頃、内村が柏木集会に参加していた青年に山形県小国郷と岩手県の北上山地への伝道を呼びかける。この2ヵ所は、内村がアメリカに留学していた頃に日本地図を広げて、将来伝道すべき所として選んだ、人跡稀な34ヵ所の場所の一つであった。
1926年東京帝大を卒業後、ウィリアム・メレル・ヴォーリズの近江ミッション（近江兄弟社）の事業を手伝う。同年、志願兵として、愛知県豊橋の高射砲第1連隊に入隊する。1928年東京帝大理学部の助手となる。8月、鈴木俊郎と一緒に小国伝道に赴き、9月22日、日曜日の集会で小国伝道隊の報告を行う。

### 小国伝道時代
1931年、政池ひろと結婚。1932年には伝道に打ち込むため、東京帝大を退職する。1933年に小国郷津川村に単身移住。1934年5月、母と妻子が移住し、9月、基督教独立学校を創立して、初代校長に就任する。当時の生徒は二人。

### 軍隊時代
日中戦争勃発のため、鈴木は技術将校の陸軍少尉として召集され、立川航空工廠監督官を命ぜられる。このため独立学園は休校になる。1941年1月に招集解除となり、旧制米沢高等工業学校（現・山形大学工学部）の講師に就く。しかし7月、第二次世界大戦の独ソ戦争が起きたため再召集。陸軍中尉となり、航空工廠技能者養成所の教官となる。
1943年、招集解除となり陸軍大尉に昇進。津川村に戻り独立学園の再開を期する。だが、1944年、「この戦争は日本が悪いから負ける」と発言したため治安維持法違反容疑で逮捕され、山形警察署地下監房に収監された。1945年2月12日に釈放されて帰宅。

### 学校再建時代
1948年5月26日、基督教独立学園高等学校の創立式を行う。文部省は小規模であるとして、当初認可をしなかったが、当時の山形県知事・村山道雄の尽力で、翌年、新制高等学校として認可される。晩年まで自ら教鞭を執り、日曜聖書集会の講義を継続。1980年と1985年には、国を相手に、憲法違反の防衛費に相当する所得税を返せと、不当利得金返還請求の訴えを起こし、基督教非戦平和団体「友和会」理事長も務めた。1982年に理事長から退き、1988年に校長を引退。武祐一郎が後任となり、鈴木は名誉校長。
1990年5月26日、膵臓がんのため、小国町立病院で死去。90歳没。6月9日に独立学園講堂にて告別式が行われた。この模様はテレビ局も取材し、ニュースに流れた。

## 著書

### 単著
- 『真理と信仰』キリスト教図書出版社、1979年10月。 NCID BN06135868。全国書誌番号:22541579。

### 共著
- 鈴木弼美、政池仁、松前重義『科学の本質と信仰』日本伝道協会出版部、1939年7月。 NCID BN15048560。
- 政池仁、鈴木弼美『科学とキリスト教』県南文化出版社、1949年1月。 NCID BB03089500。全国書誌番号:48015392。